# سانتا اوژنیا
سانتا اوژنیا (به اسپانیایی: Santa Eugenia) یک دهستان در اسپانیا است که در Pla de Mallorca واقع شده‌است. سانتا اوژنیا ۲۰٫۲۵ کیلومتر مربع مساحت و ۱٬۶۶۳ نفر جمعیت دارد و ۱۴۹ متر بالاتر از سطح دریا واقع شده‌است.

## تاریخ
در دوران ماقبل تاریخ، این منطقه توسط فرهنگ تالایوتیک سکونت یافت.
پس از فتح ایبریا توسط مورها، توسط مردم بربر زناتا اداره می شد تا اینکه در سال 1229 توسط جیمز اول پادشاه آراگون تسخیر شد.